# Repubblica di Bosnia ed Erzegovina
La Repubblica di Bosnia ed Erzegovina (bosniaco: Republika Bosna i Hercegovina, RBiH) è il diretto predecessore dello stato odierno della Bosnia ed Erzegovina. 
Essa è esistita dalla sua dichiarazione di indipendenza dalla Jugoslavia nel 1992 fino alla piena attuazione degli accordi di pace di Dayton nel 1997. 
In questo periodo con la guerra in Bosnia, ciascuna delle due altre etnie principali della Bosnia ed Erzegovina (serbi e croati) istituirono una propria entità (la Repubblica Serba di Bosnia ed Erzegovina e la Repubblica Croata dell'Erzeg-Bosnia) lasciando la RBiH che rimase solo come rappresentante dei Bosniaci musulmani. 
Con gli Accordi di Washington del 1994 tuttavia, bosniaci e croati crearono un'entità comune: la Federazione di Bosnia ed Erzegovina.
Nel 1995 con gli accordi di Pace di Dayton la Federazione di Bosnia ed Erzegovina si unì con l'entità serba nello stato della Bosnia ed Erzegovina.